# Matteo Thun
Matteo Thun (německy celým jménem Mathäus Antonius Maria Graf von Thun und Hohenstein / Matyáš Antonín Maria hrabě z Thunu a Hohensteinu, * 17. června 1952 Bolzano, Itálie) je italský architekt a designér ze šlechtického rodu Thun-Hohensteinů.

## Život
Matteo Thun se narodil jako nejstarší syn Heleny "Lene" a Otmara von Thun und Hohenstein z jihotyrolské šlechtické a podnikatelské rodiny Thunů. Jeho mladší bratr Peter převzal v roce 1978 vedení rodinné společnosti Thun AG.
Matteo Thun studoval na Salcburské akademii u Oskara Kokoschky a v roce 1975 ukončil studium architektury na Florentské univerzitě. V roce 1978 se přestěhoval do Milána. V roce 1984 založil vlastní studio a pracoval pro značku Swatch, jejímž uměleckým ředitelem byl v letech 1990 až 1993. V letech 1983 až 2000 byl profesorem designu a keramiky na Univerzitě užitého umění ve Vídni.
Založil firmu Matteo Thun & Partners, architektonické studio se sídlem v Miláně a dceřinou společností v Mnichově. Společnost pracuje na projektech z oblasti gastronomie, rezidenčního bydlení nebo sídel firem. Zaměstnává několik desítek odborníků z oblasti architektury a designu.
Se svou manželkou Susanne má Thun dva syny, oba se rovněž věnují uměleckým profesím.

## Dílo (výběr)

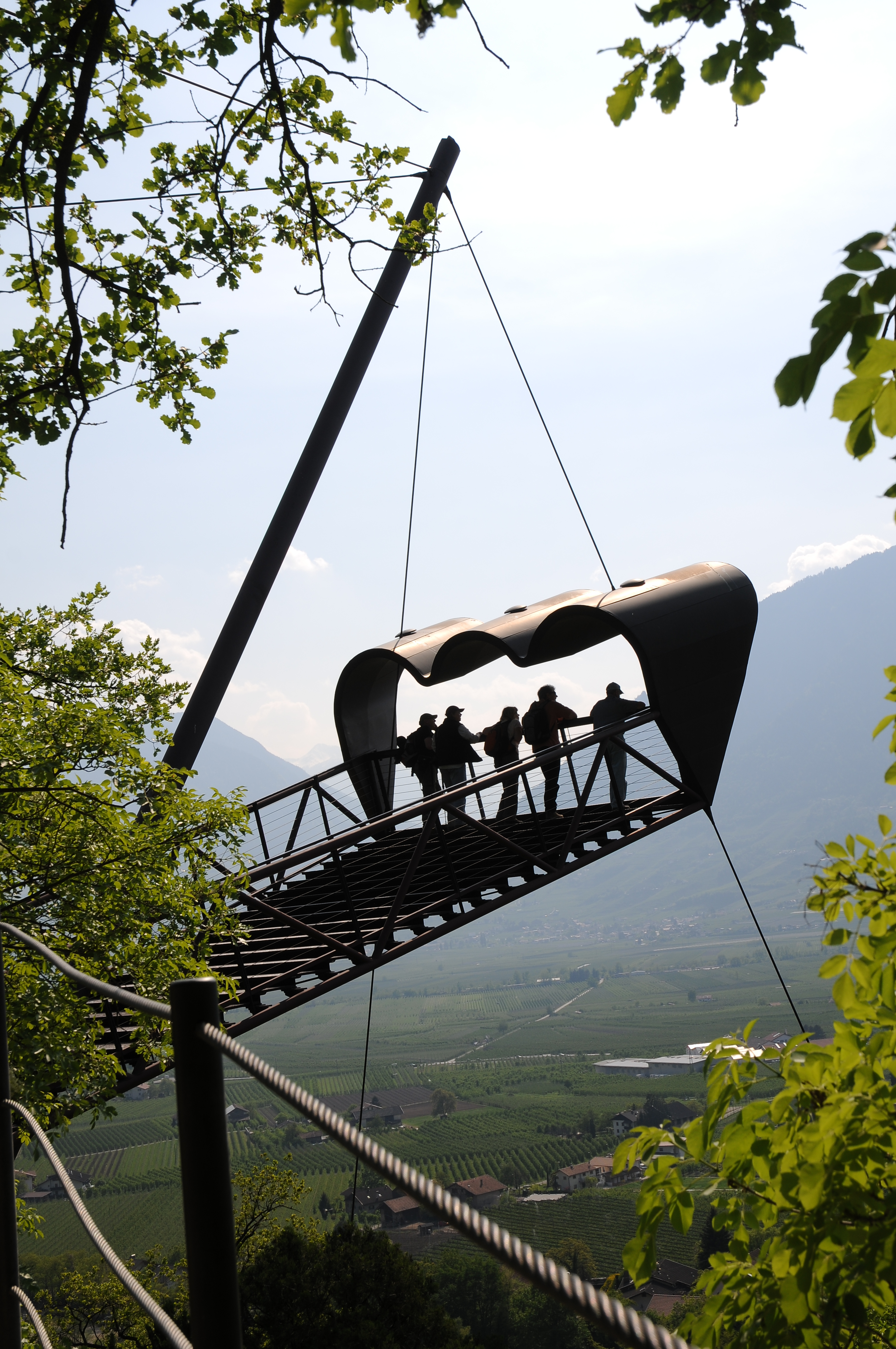
Vyhlídka v botanické zahradě v Meranu

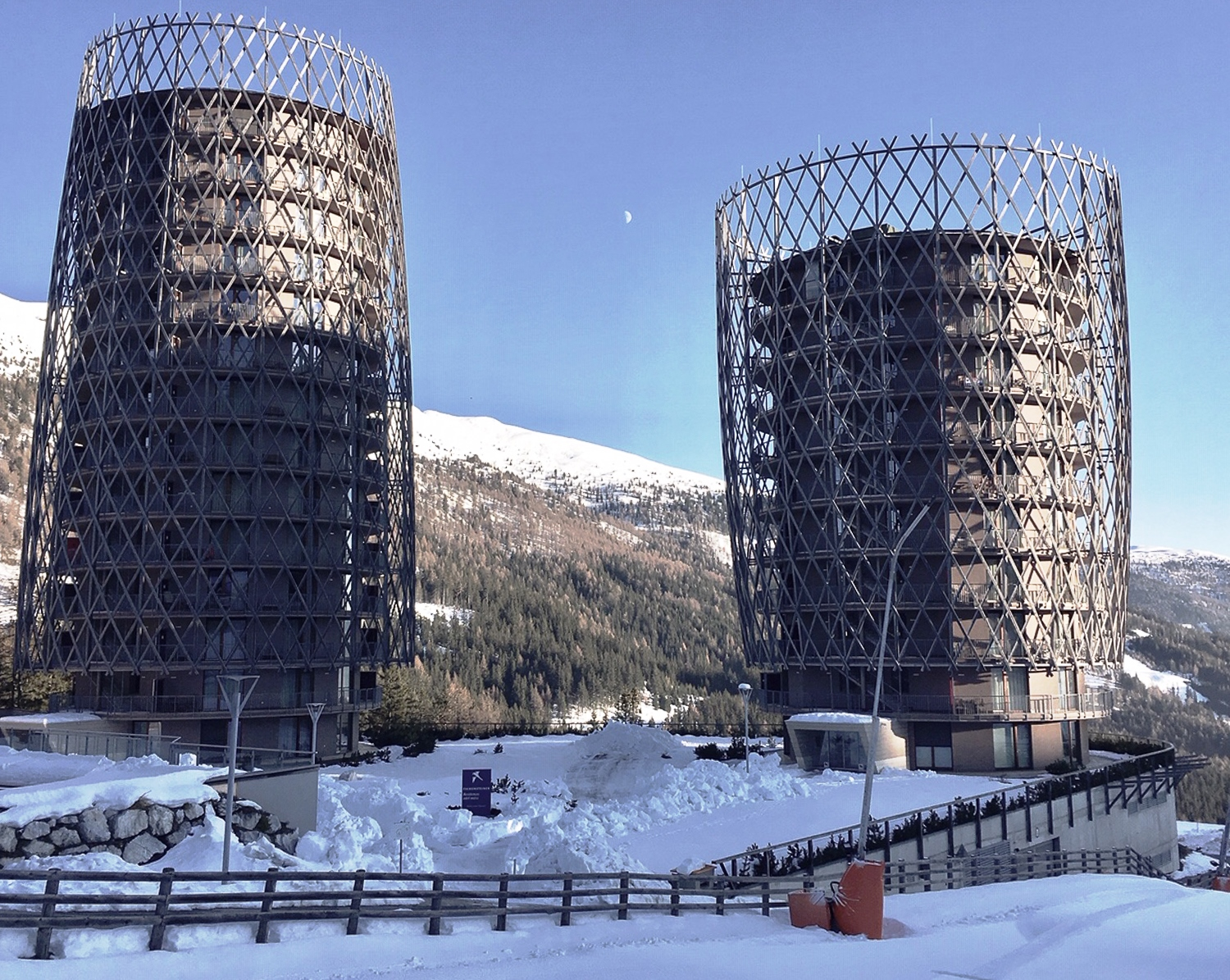
Apartmány Edelweiss, Katschberg

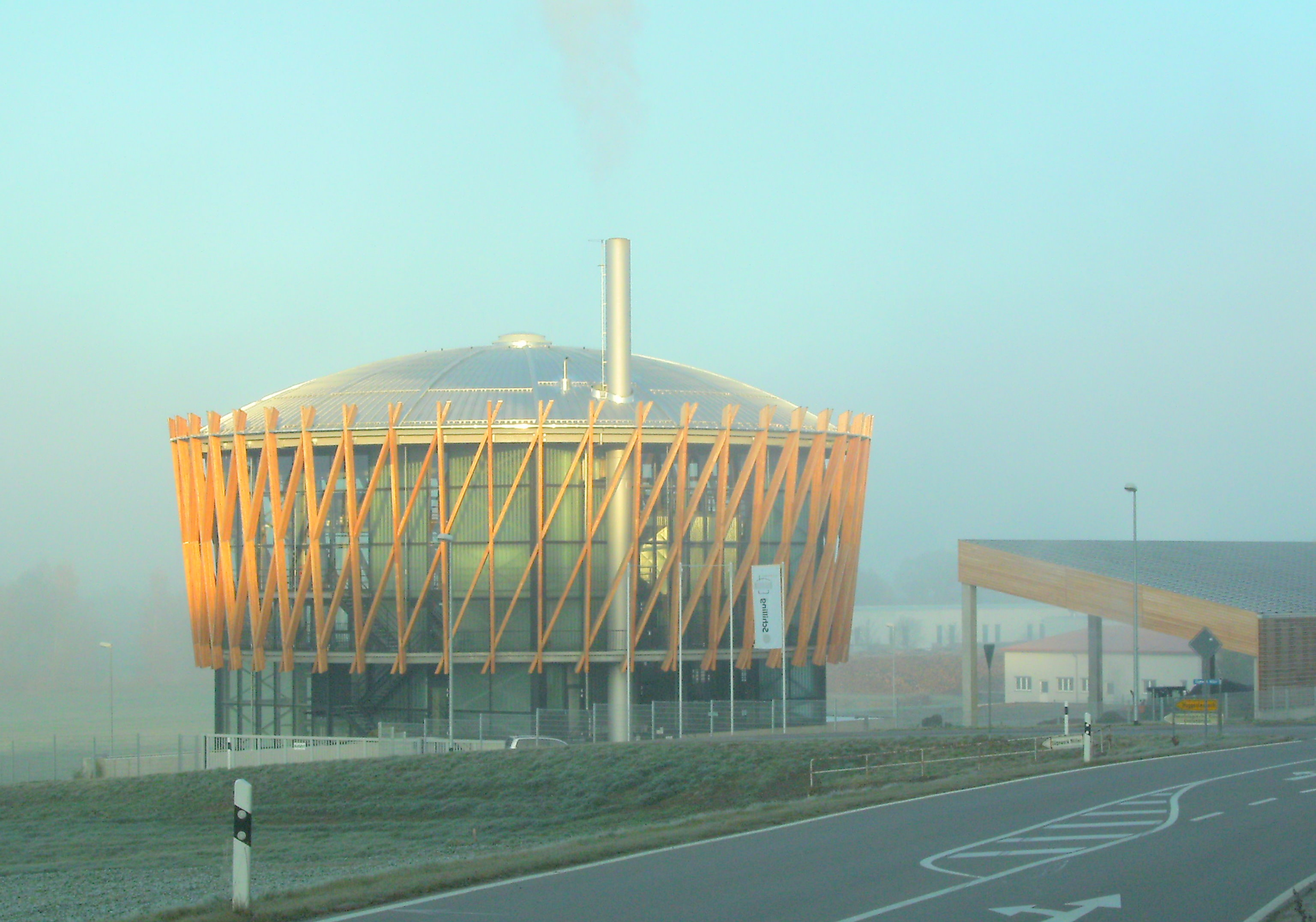
Bioplynová stanice, Schwendi

### Architektura
- 1990 – O Sole Mio, panelový dům
- 2001 – Side Hotel, Hamburg
- 2003 – Vigilius Mountain Resort
- 2006 – sídlo Hugo Boss Švýcarsko
- 2008 – prodejna Porsche
- 2008 – elektrárna na biomasu, Schwendi, Německo
- 2015 – JW Marriott Venice Resort + Spa
- 2017 – International Roll-out IntercityHotels
- 2017 – Waldhotel Medical Health & Excellence, Bürgenstock, Švýcarsko
- ? – apartmány Edelweiss, Katschberg, Rakousko
- ? – Pentahotel Prague, Sokolovská ul., Praha
- 2022 – hotel The Julius, Senovážné nám., Praha, interiérový design

### Design
- 1987 – hodinky Bulgari
- 1986 – brýle Campari
- 2001 – Illy Cup, šálky na espresso
- 2002 – kolekce Zucchetti-Bath
- 2005 – Artemide, kolekce lamp
- 2008 – Zwilling J. A. Henckels, kuchyňské nádobí
- 2011 – Duravit, koupelové kolekce
- 2012 – Venini, vázy
- 2013 – Geberit, bidetové spršky
- 2015 – Klafs, sauny
- 2015 – Axent, bidetové spršky
- 2017 – Fantini, koupelnová kolekce

## Ocenění
Matteo Thun obdržel několik cen za design, např. Wallpaper* Magazine Awards, Red Dot Awards, Good Design Awards, IF Product Design Awards nebo Green Good Design Awards.
Kancelář také získala ocenění za projekty v oblasti architektury, např. Green Good Design Architecture, European Hotel Design Award/Architecture + Interior, MIPIM Award nebo Wellness Travel Award.